# Transportfiets

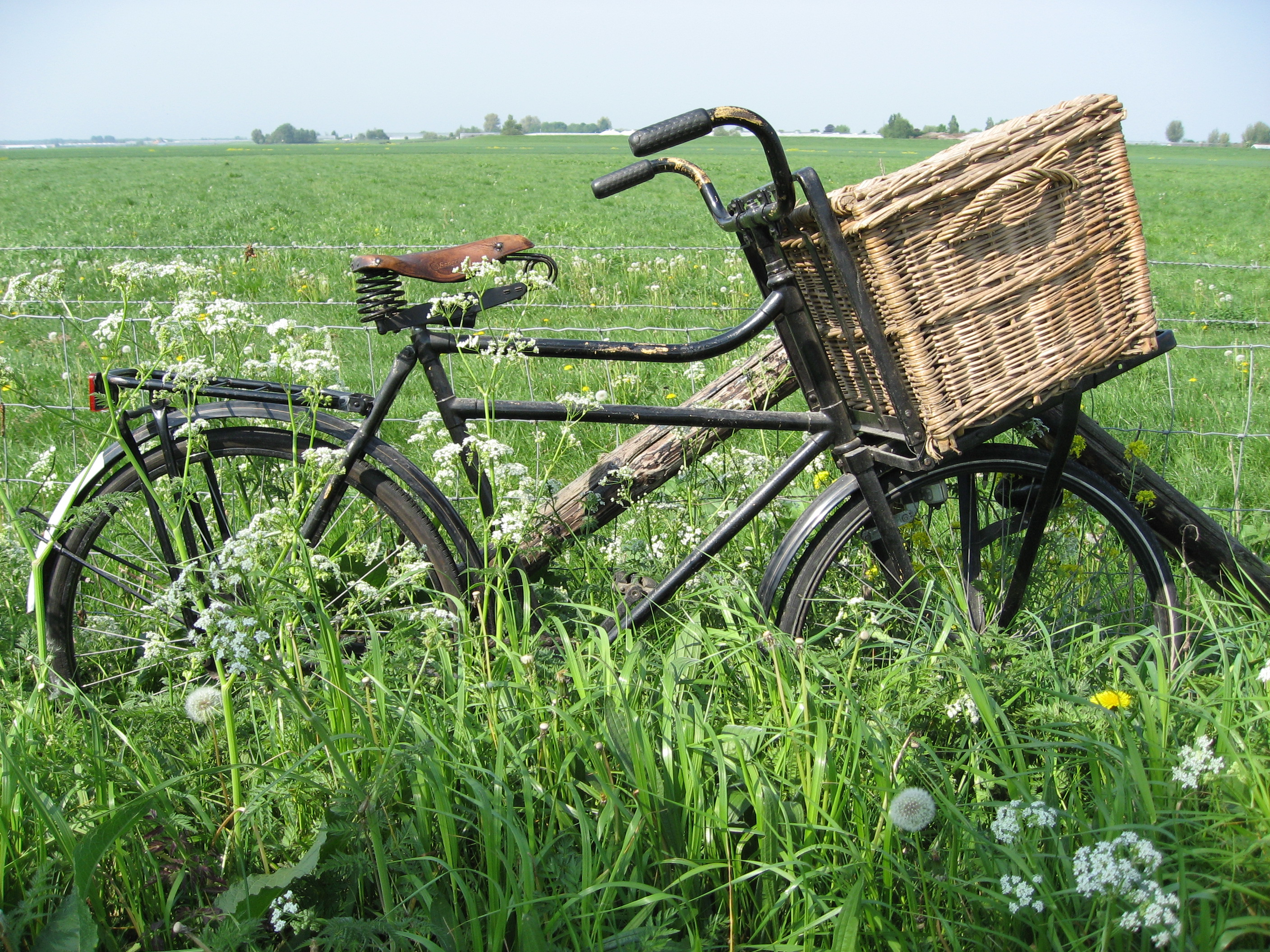
Een ouderwetse Nederlandse transportfiets van het merk Germaan. Deze fiets met gekromde bovenbuis werd rond 1940 geproduceerd in Meppel.

Een transportfiets is een fiets die speciaal bedoeld is voor het vervoer van goederen. Vrijwel vanaf het begin van de ontwikkeling van de fiets zijn er transportfietsen gebouwd. De huidige transportfiets is aan het begin van de 20e eeuw ontstaan. De meest voorkomende uitvoering is die met de drager boven het voorwiel en met 28x1,75 inch wielen. De wielmaat 26x2 inch kwam ook veel voor en was met name bedoeld voor de wat kleinere personen en voor zwaarder transport. Veel onderdelen werden in zwaardere kwaliteit uitgevoerd dan bij gewone fietsen, zoals de trapas, balhoofdstel en spatborden.

## Uitvoeringen
Karakteristiek voor de transportfiets is de rieten mand op voordrager (of rek). Er waren verschillende uitvoeringen. De bakkersmanden waren de grootste (meer volume, minder gewicht). Slagersmanden waren kleiner omdat het gewicht van vlees en vleeswaren groter is.
Op de achterdrager waren soms haken voor twee melkbussen aanwezig.
Een meer zeldzame uitvoering is de transportfiets waarbij drie framebuizen parallel vanaf de balhoofdbuis schuin naar de zadelbuis lopen. Dit geeft een gemakkelijker instap (als bij een damesfiets, maar het frame wordt er veel minder stijf van.
Een andere niet veel voorkomende vorm is de verlengde transportfiets waarbij tussen het balhoofd en het stuur een ruimte van circa 80 centimeter tot een meter lengte werd gecreëerd, waardoor de laadvloer erg laag kon worden. Met name voor zware goederen zoals bierfusten is dit type - Long John genoemd - zeer geschikt.
Standaardformaat transportfietsen worden nog steeds gemaakt. De Deense 'Truck' wordt nog gemaakt door Monark in Zweden. Deze fiets is ongeveer even degelijk als de oude Nederlandse transportfietsen, maar wijkt op verschillende punten af. Het belangrijkste verschil is dat de voordrager, zoals met veel moderne transportfietsen, op het balhoofd van het frame wordt gemonteerd. Hierdoor draaien de voordrager plus lading niet met de stuur mee. De Truck (ook bekend als "bakkersfiets") heeft een klein brommerwiel als voorwiel. Hierdoor kan de voordrager heel laag gemonteerd worden waardoor het zwaartepunt lager ligt.

## Kinderen en boodschappen
De transportfiets is populair voor kindervervoer en boodschappen. Deze lichte bakfietsen zijn moderne uitvoeringen van traditionele modellen. Omdat ze vaak door families worden gebruikt is een typische, moderne transportfiets kleiner en lichter dan de oudere modellen. 
De transportfiets als bakkersfiets is meer verworden tot een trendy fietstype dat door zijn bouw en forsere framebuizen robuuster lijkt dan de overige typen fietsen. Daardoor is dit type fiets vaak gekozen voor  scholieren. Ze zijn meestal uitgevoerd met een naafversnelling met 3 of 7 versnellingen, een combinatie van terugtraprem op het achterwiel en handrem op het voorwiel, of voorzien van handremmen op beide wielen. De belastbaarheid van de bagagedrager is echter beperkt tot ongeveer 25 kg en de voordrager tot 15 kg.
Voor boodschappen worden ook lichtere semi-transportfietsen gebruikt. Er bestaan meerdere versies, maar veelvoorkomend is een stevige stadsfiets met dubbele framebuis en een grote voordrager.

## Zie ook

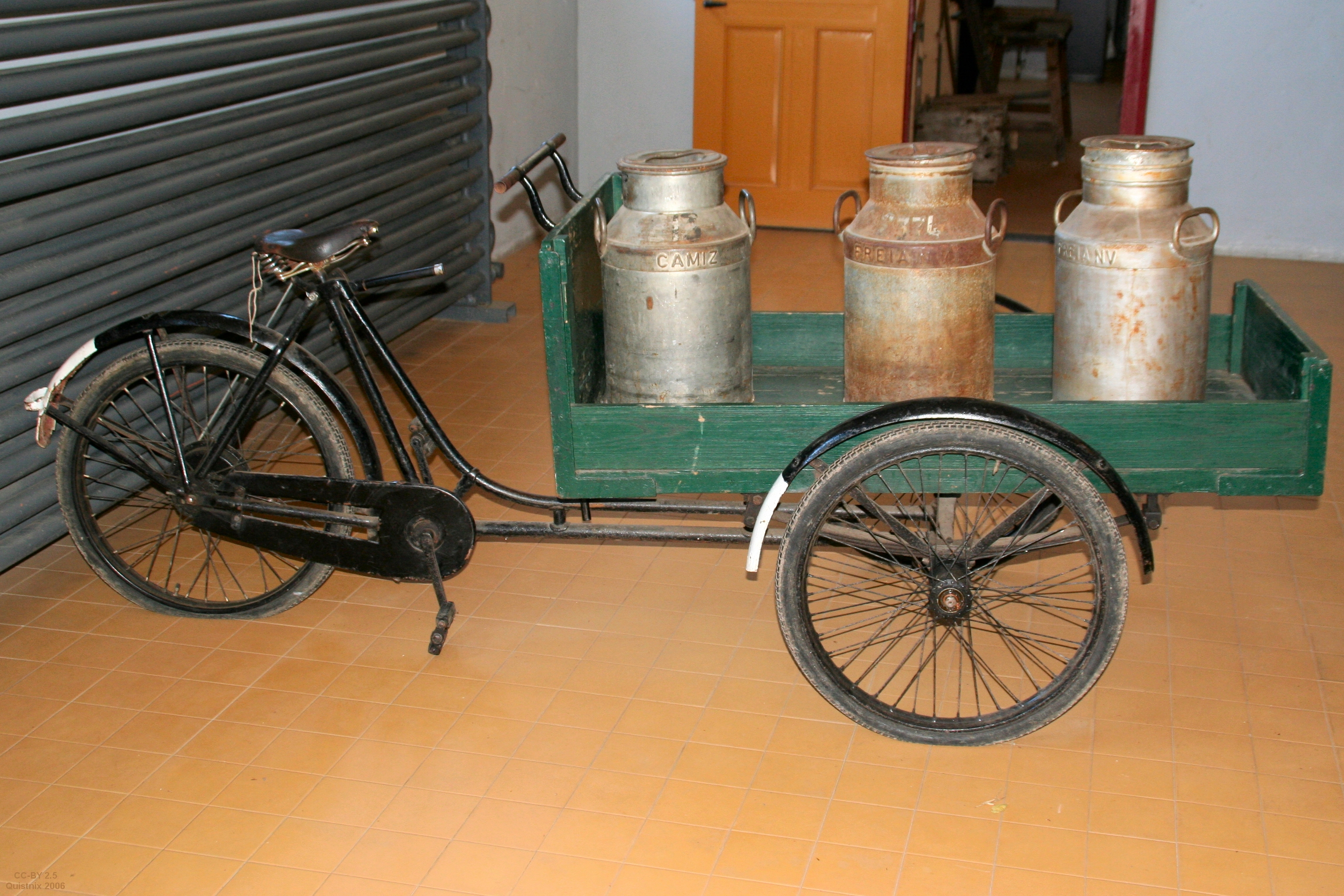
Ouderwetse bakfiets in het Openluchtmuseum in Arnhem
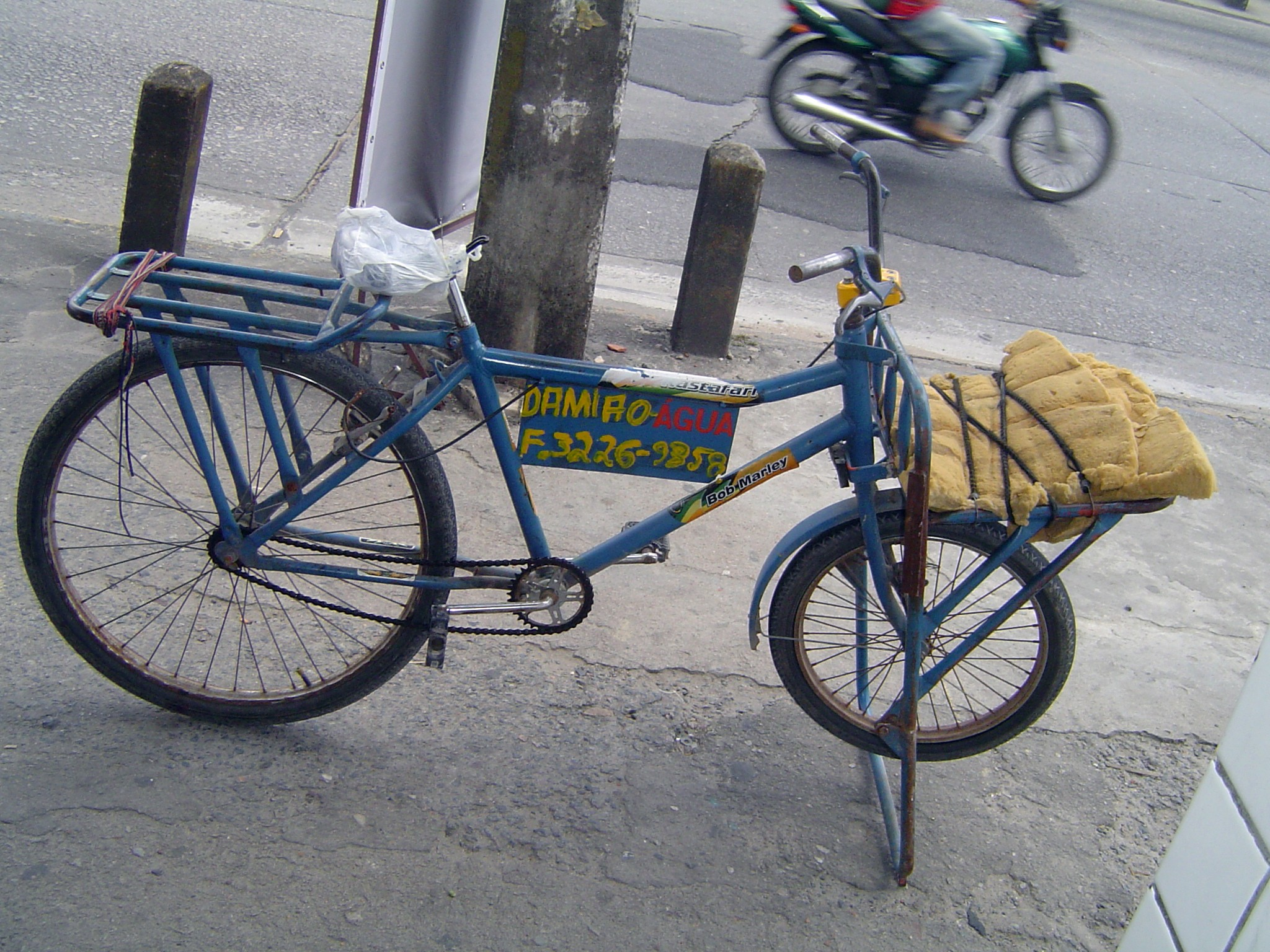
Transportfiets in Recife, Brazilië
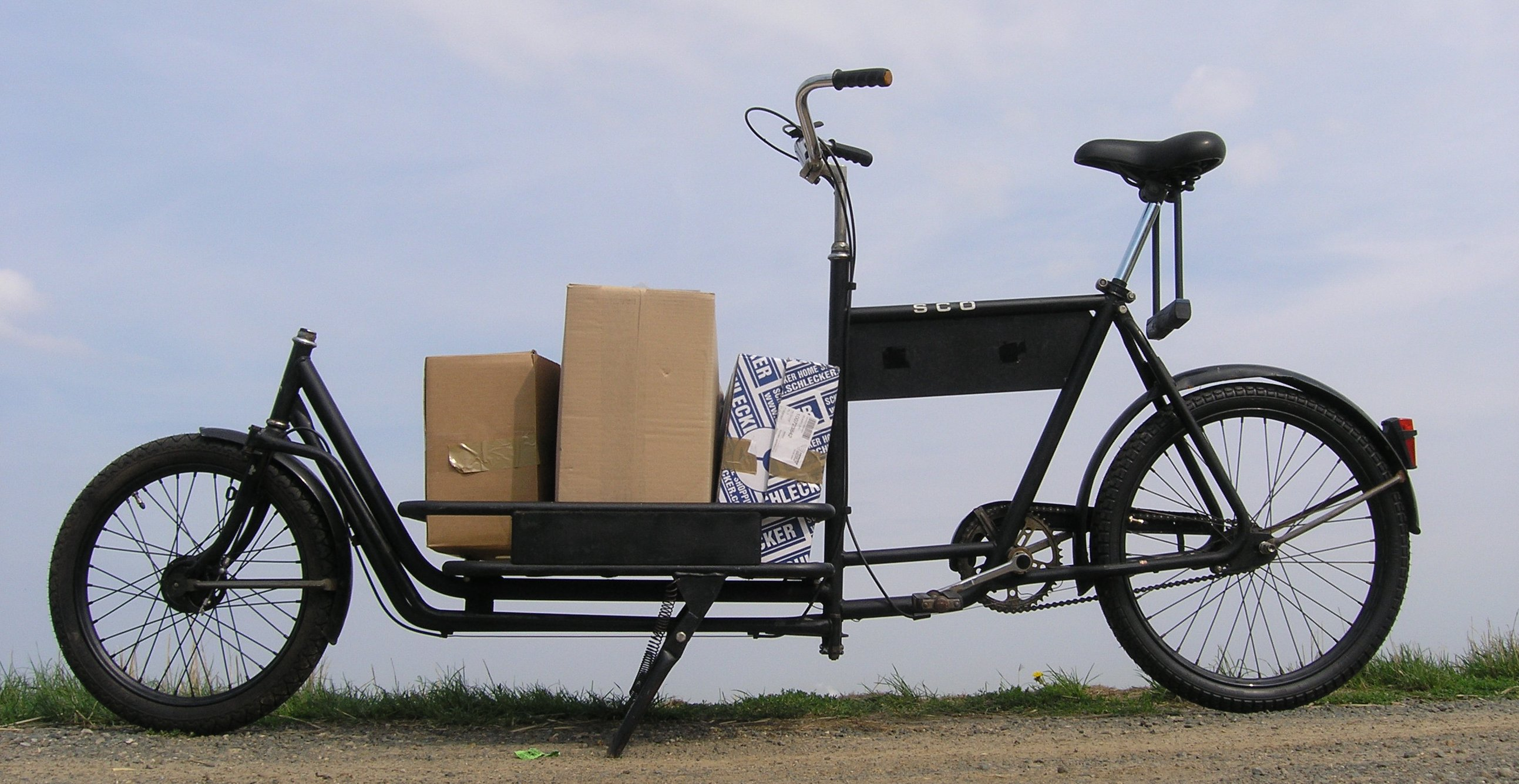
Long John van SCO
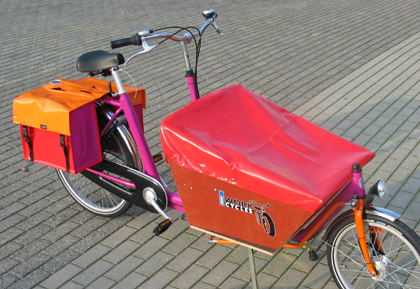
Cargobike voor vervoer van kinderen
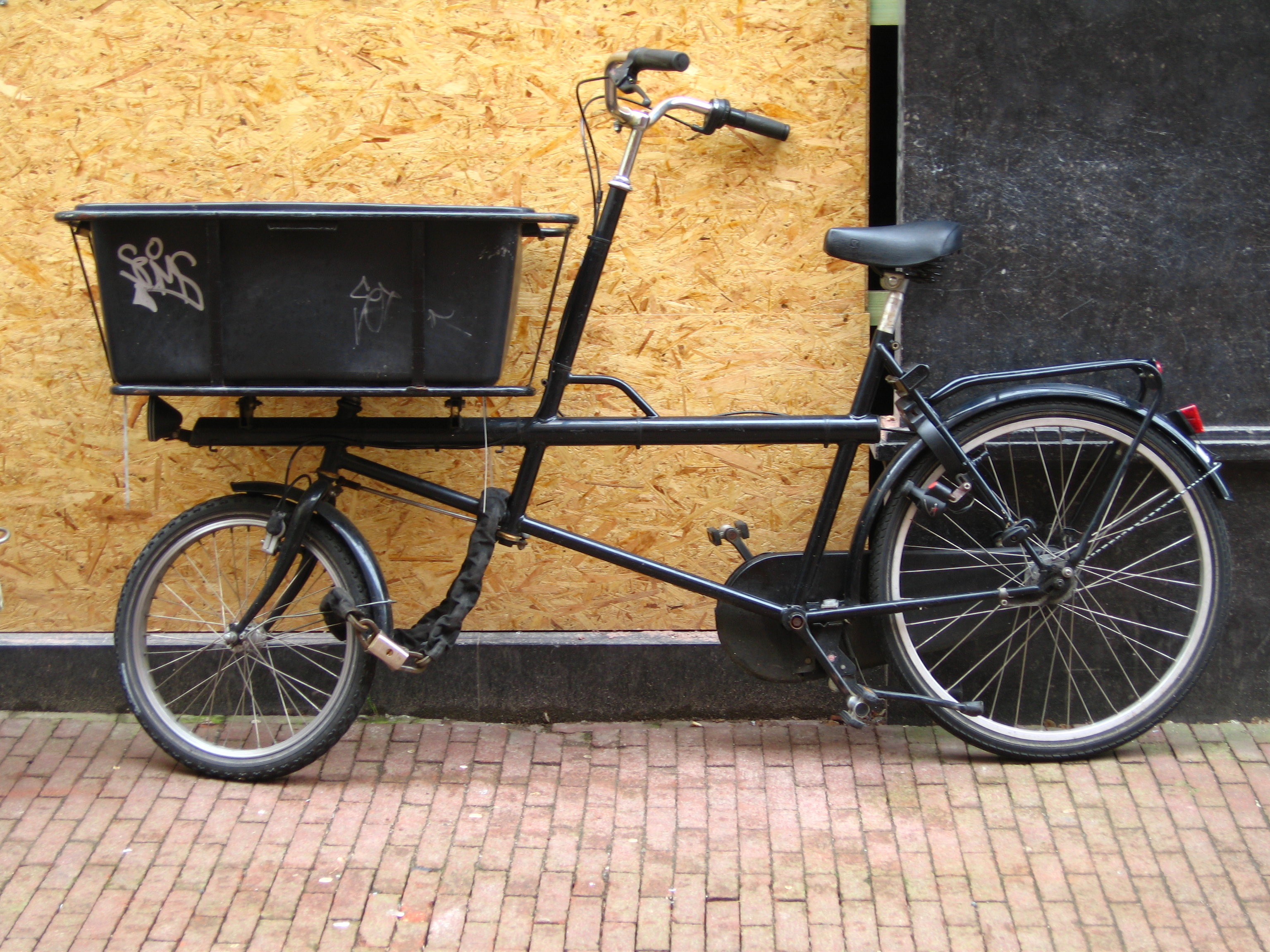
Moderne transportfiets
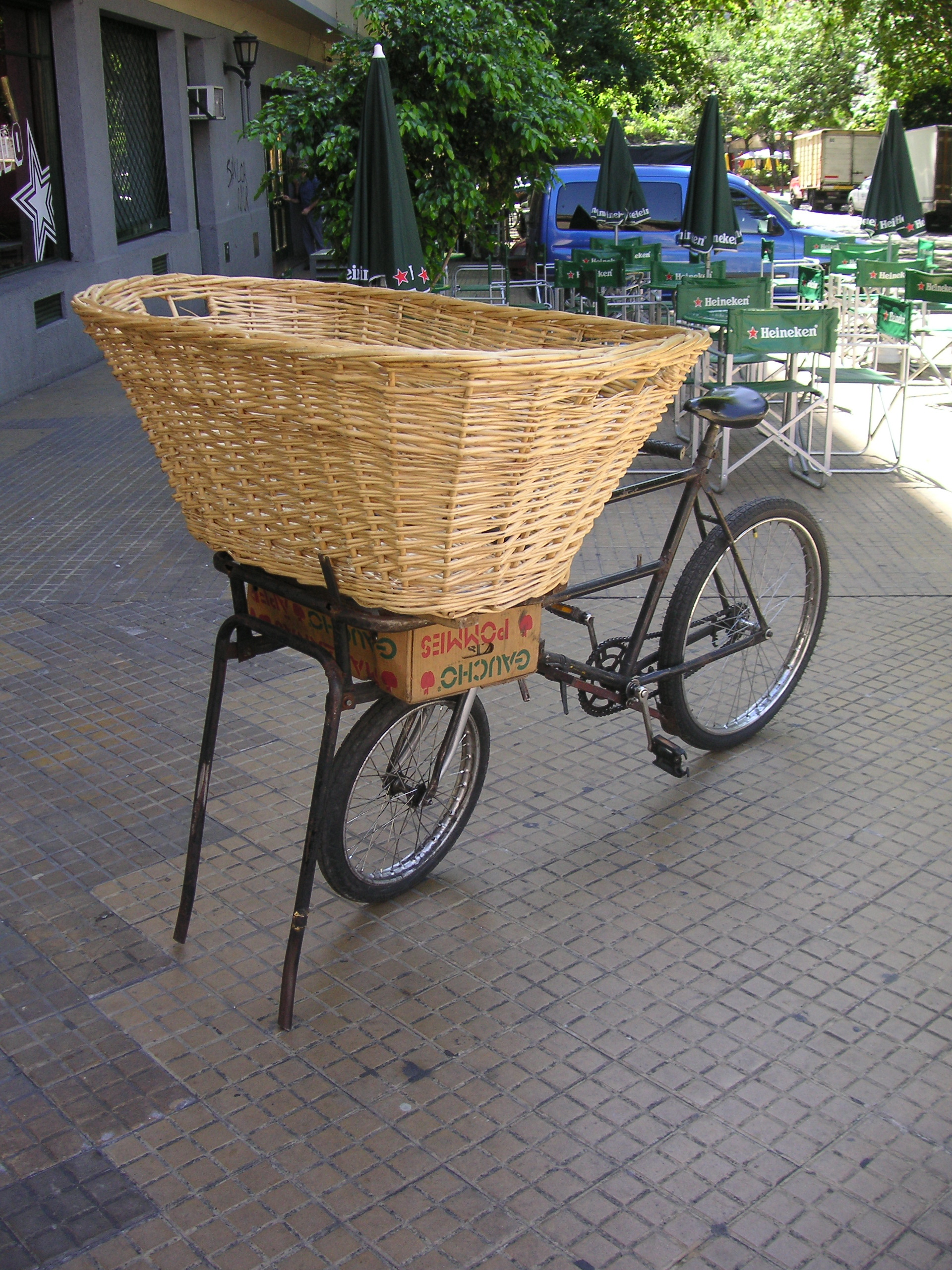
Transportfiets met grote mand in Buenos Aires
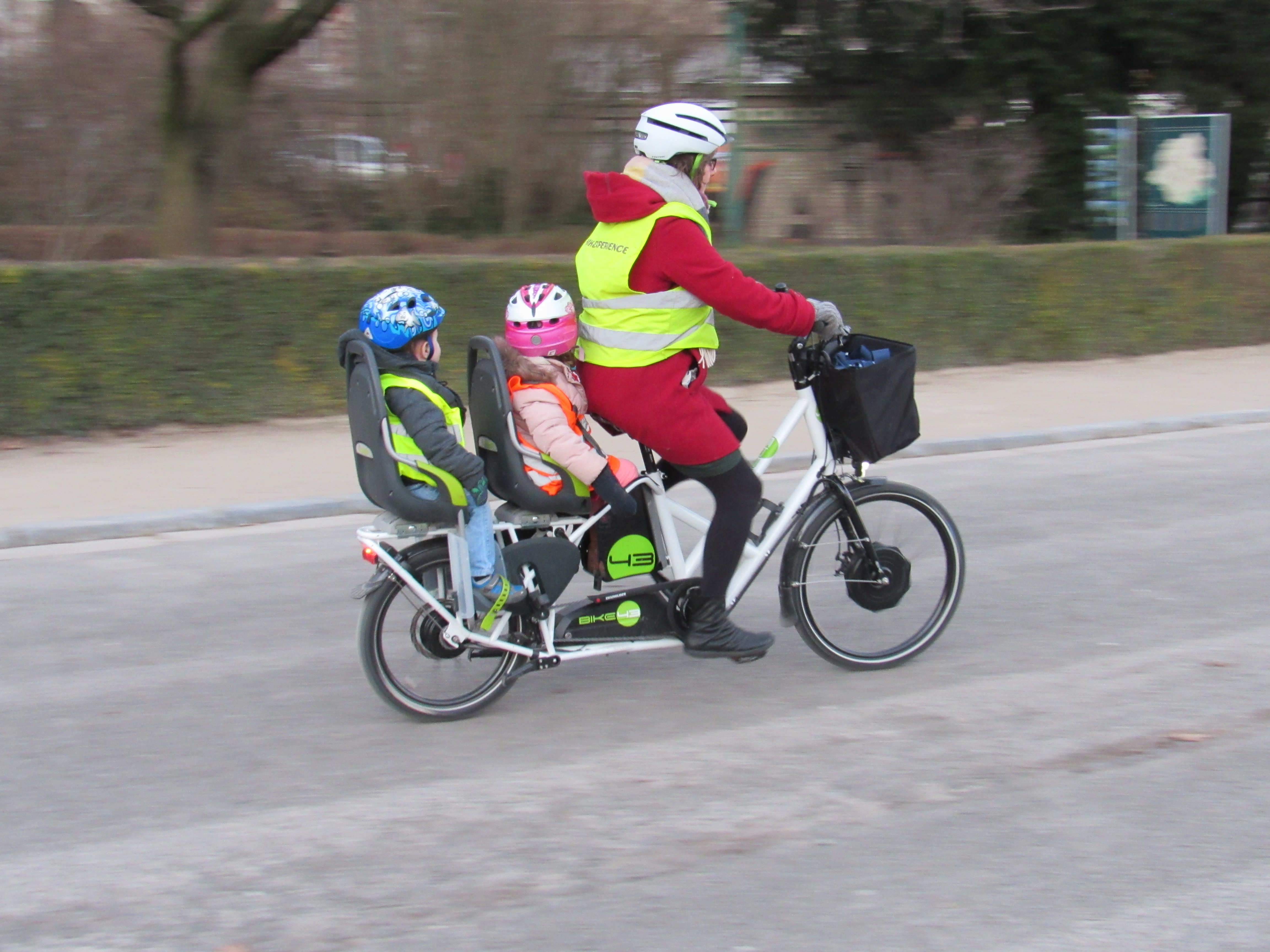
Longtail-fiets met twee kinderen achterop